# Stanislaus Trautwein von Belle
Stanislaus Traut(t)wein von Belle (* 25. Juni 1782 in Straßburg; † 13. Juli 1844 in Posen) war ein preußischer Generalmajor.

## Leben

### Herkunft
Seine Eltern waren der französische Diplomat Stanislaus von Belle und dessen Ehefrau Barbara, geborene von Keith. Sein Bruder Clemens († 6. November 1806) war Offizier der 2. Warschauer Füsilier-Brigade, der während der Schlacht bei Lübeck fiel.

### Militärkarriere
Belle besuchte die polnische Militärschule in Sklow und trat im Jahr 1795 als Junker in das polnische Regiment „von Rottenburg“. Nach der polnischen Teilung wechselte er in preußische Dienste und wurde am 1. Juni 1796 als Gefreitenkorporal im Infanterieregiment „von Ploetz“ angestellt. Dort avancierte Belle bis Ende Oktober 1799 zum Sekondeleutnant. Er kam in das Grenadierbataillon „von Massow“, dass sich aus den Grenadierkompanien der Regiment „von Ruits“ und „von Ploetz“ formierte.
Als solcher nahm er am Vierten Koalitionskrieg teil und kämpfte bei Preußisch Eylau und Braunsberg.
Nach dem Frieden von Tilsit wurde Belle am 1. Dezember 1807 in das Grenadierbataillon „von Wangenheim“ versetzt – es bestand aus den Grenadierkompanien der Regiment Nr. 8 und Nr. 42. Am 31. Januar 1808 wurde er zum Premierleutnant befördert und am 26. November 1808 in das Kolbergische Infanterie-Regiment versetzt. Dort wurde er dann am 24. September 1812 zum Stabskapitän befördert. Belle nahm am Feldzug von 1812 teil und kämpfte bei der Belagerung von Riga sowie den Gefechten bei Eckau, Kivenhof, Mesothen, Gräfenthal und Ruhenthal.
Nach dem Feldzug stieg Bella am 11. Juni 1813 zum Kapitän und Kompaniechef auf. Während der Befreiungskriege erwarb er für Großgörschen das Eiserne Kreuz II. Klasse und wurde bei Bautzen sowie Dennewitz verwundet. Belle  kämpfte bei Großbeeren, Halle und Colditz. Im Gefecht bei Wineghem wurde er wieder verwundet und mit dem Eiserne Kreuz I. Klasse ausgezeichnet. Des Weiteren nahm er an der Belagerung von Wittenberg und dem Sturm auf Arnheim teil.
Nach dem Krieg wurde Belle am 5. April 1816 Major, erhielt 1825 das Dienstkreuz und avancierte am 30. März 1832 zum Oberstleutnant. Am 20. Juli 1834 beauftragte man ihn mit der Führung des 6. Infanterie-Regiments. Aufgrund seiner zahlreichen Verwundungen war Belle jedoch nicht mehr dienstfähig. Daher wurde er am 30. März 1835 unter Beförderung zum Oberst zum 2. Kommandanten von Posen ernannt. Am 10. März 1840 erhielt Belle seinen Abschied mit dem Charakter als Generalmajor und einer jährlichen Pension von 1750 Talern. Er starb am 13. Juli 1844 in Posen und wurde zwei Tage später beigesetzt.
Sein Brigadechef der General von Krafft schrieb 1815 in seiner Beurteilung: „Sein Betragen ist gut, moralisch, seine rastlose Tätigkeit und sein Diensteifer gehen bis zur penibilität. Es ist ein trefflicher Tirailleur-Offizier mit sehr viel Tapferkeit, guter Bildung und Überblick, ohne besondere Kenntnisse. Es hat fast in jedem Gefecht schwere Wunden erhalten und leidet noch periodisch an den Folgen der Zerschmetterung seines rechten Armes. Ich empfehle ihn zur Beförderung als Major und Kommandeur eines Füsilierbataillons alleruntertänigst.“

### Familie
Belle heiratete am 12. Juni 1821 in Stettin Julie Walpurgis Friederike Henriette von Schmidt (* 1. Dezember 1800; † 23. Februar 1877), eine Tochter des General Friedrich Karl Hellwig von Schmidt. Das Paar hatte mehrere Kinder:
- Klara Marie Karoline (* 27. März 1823)
- Karl Clemens Rudolf Eugen (* 9. August 1832; † 13. Februar 1887), Bibliothekar an der Königlichen Bibliothek zu Berlin[1]

Die Witwe bekam eine jährliche Pension von 500 Talern. Für den Sohn wurde eine Stelle im Joachimsthaler Gymnasium oder der Landesschule Pforta vorgesehen.